# (37590) 1991 RA14
1991 أر أي 14 (ويعرف أيضًا باسم (37590) 1991 أر أي 14 وفق تسمية الكوكب الصغير) (بالإنجليزية: 1991 RA14)‏ هو كويكب ضمن حزام الكويكبات؛ وترتيبه 37590 من حيث الاكتشاف.
اكتُشف هذا الجُرم الفلكي بواسطة هنري هولت إي في 13 سبتمبر 1991.

## وصلات خارجية
- (37590) 1991 RA14 في قاعدة بيانات مختبر الدفع النفاث لأجرام النظام الشمسي الصغيرة

- الاكتشاف · مخطط المدار ·  العناصر المدارية · المعلمات المادية

- (37590) 1991 RA14 على موقع ويكي سكاي: DSS2, SDSS, GALEX, IRAS, Hydrogen α, X-Ray, Astrophoto, Sky Map, Articles and images